# Vuboniet
Vuboniet is een kunststof.

## Samenstelling en origine
Vuboniet is een composietmateriaal dat behoort tot de keramische polyestergroep. De verbinding werd in de jaren tachtig ontwikkeld aan de Vrije Universiteit van Brussel, (VUB). Het is een anorganisch fosfaatcement.

## Gebruiksmogelijkheden en toepassing
Vuboniet wordt vaak gebruikt door kunstenaars. Het materiaal is licht, onbrandbaar, milieuvriendelijk (geen solventen, geuren) en heeft een hoge druksterkte. Vuboniet is geen goedkoop materiaal en is minder makkelijk te bewerken dan reguliere polyester. Het voordeel voor de gebruiker is wel dat in tegenstelling tot polyester vuboniet water als katalysator heeft, waardoor geen beschermende gezichtsmaskers en handschoenen nodig zijn om met dit halffabricaat aan de slag te gaan.